# Суміш Ешка
Су́міш Е́шка (англ. Eschka's mixture) — суміш двох частин оксиду магнію MgO та однієї частини карбонату натрію Na2CO3.
Реагент добре поглинає оксиди сірки та хлору. Наприклад, для визначення вмісту сірки в вугіллі, наважку вугілля спалюють з сумішшю Ешка. При цьому утворюються розчинні сульфати магнію та натрію. Їх розчиняють у гарячій воді і потім додають хлорид барію. За кількістю осаду сульфату барію BaSO4 судять про кількість сірки у вугіллі.